# 桃白白
桃白白（タオパイパイ）は、鳥山明の漫画『ドラゴンボール』および、それを原作としたアニメ作品などに登場する架空の人物。
担当声優は、大塚周夫（初代）と岸野幸正（2代目）。

## 人物像
世界最悪の軍隊レッドリボン軍が雇った世界一の殺し屋。鶴仙人の弟である。髪の毛は辮髪のような長い三つ編みで、前に「殺」、後ろに「KILL YOU!」と文字が書かれた馬掛を着ている。エイジ459生まれで、見た目は中年程度だが実年齢は初登場時で291歳と高齢。身長178cm、体重70kg。趣味は人殺し、嫌いなものはない。
元サラリーマンで、エイジ730、271歳の時に脱サラして殺し屋稼業を始めた。料金は1人殺害につき1億ゼニー。本人いわく「私の仕事料は法外」、「一般庶民が一生働いても払えぬほどの額」。孫悟空と対戦した時は「殺し屋さん20周年記念キャンペーン」と称して半額セールを行なっていた。当時は世界最強の殺し屋と言われており、悟空ですら苦戦したブルーを一突で倒すなど、レッドリボンはおろか、天津飯や亀仙人ですら恐れ居る人物で、悟空に倒されたことを知った時は驚愕している。
気の扱いに長けており、指や舌の一突きでも人を殺すことができるほどの凄腕の暗殺術を心得ており、剣術にも長ける。悪役の中で初めて悟空を倒したキャラクターである。
上述のようなどこかギャグじみた設定や茶目っ気を含んだ言動を見せることがあるが、性格は冷酷で残虐非道かつ傍若無人。負けそうになると武器、爆弾、だまし討ちなどあらゆる手段を用いて勝とうとする。依頼されればどんな相手でもためらいなく殺し、そうでない者に対しても気分次第で容赦しない。作中では標的ではないウパを見逃したこともあったが、聖地カリンに再び現れた際、ドラゴンボール（四星球）のありかを白状しないため柱に激突させようとしたり、自身の服を半ば無理矢理作らせた仕立て屋に対しては、「代金」という理不尽な理由で命を奪っている。復活後に参加した第23回天下一武道会の時も、天津飯たちと話して予選の妨げをした際に審判に注意を受けると「ガタガタぬかすな。お前も死にたいか」と一蹴するという尊大さであった。
後に手術でサイボーグ化し、以前の数倍ものパワーを手に入れて再登場する。サイボーグ化後は、鼻と口元、後頭部の三つ編みに束ねた髪を除いた頭部の大部分、両腕が機械化されている。両手は手首部分から任意に着脱が可能で、右腕にスーパーどどん波を撃ち出す砲身、左腕に仕込み刀がそれぞれ内蔵された。その他、相手をロックオンするシステム、捉えている視覚映像を拡縮する機能などが搭載されており、両目はレンズを用いたスコープとなっている。サイボーグ化した際の戦闘力は210。

## 劇中での活躍

### 『ドラゴンボール』原作・テレビアニメ版
レッドリボン軍に雇われ、同軍本部に呼び出されたのが初登場となる。手始めとしてドラゴンボールを悟空から奪えなかった責任を問われていたブルー将軍の処刑を依頼され「舌だけで殺せる」と宣言、その宣言通り舌でこめかみを貫き殺害。この処刑に対しても殺し代を徴収し、遂行後に「こんな相手で儲かった」とつぶやく。テレビアニメ版ではブルー将軍が金縛りの超能力を使っても通用しなかった。孫悟空暗殺と彼が持っているドラゴンボール奪取の依頼を受け、現地に向かうべく、「ジェット機よりも早い」という理由から本部の柱を一本取り上空へと投げ、飛び乗って聖地カリンへ出向く。
到着後、聖地カリンを守る戦士・ボラと交戦。彼は先行してドラゴンボール捜索に当たっていたレッドリボン軍のイエロー隊をほぼ全滅させた屈強な戦士だったが、桃白白の前では赤子同然であった。上空へ吹っ飛ばした後、ボラの槍を投げつけ身体を貫いて殺害。その光景を目の当たりにした悟空が激昂して桃白白に立ち向かってきたため、そのまま対戦することになる。
この初対戦時、悟空の攻撃を軽くあしらった上、彼が放ったかめはめ波を全身で受け止める。これにより服がボロボロになったもののダメージはほとんど受けず、間髪入れず反撃のどどん波を放って悟空を倒し、ドラゴンボール奪取に成功（しかし悟空が懐に入れていた四星球のみ見落とした）した。亀仙人と対戦して初めて敗北したときは善戦だった悟空にとって、この敗北は初めての完敗だった。
その後、ボロボロになった服と同じものを仕立屋に依頼するが、直後にレッドリボン軍に連絡した際、悟空が持つ四星球を取り逃していたことを知る。3日後に仕上がった新品の服に着替えると金は払わず、仕立屋に「代金代わりに誰か一人殺す」と告げるが拒否されたため仕立屋を殺害。そしてカリン塔でウパと遭遇し殺そうとしたが悟空の登場により失敗。そのままカリンとの修行を経て強くなった悟空と再度戦うこととなる。戦いの終盤に実力で勝てないことを悟り、土下座して許しを請うことで油断を誘い、手榴弾を悟空に投げつけ自身は上空へ逃れるが、逆に蹴り返され、ボラを殺したのと同じように自身の武器で自滅した。
カリン塔での決戦で爆死したと思われたが、実際は生き延びていたことが判明。殺し屋稼業で稼いだ資金を全額投資し、サイボーグとして復活する。悟空への恨みは大きく、悟空への復讐と兄の鶴仙人から離反した弟子たちの始末のため、第23回天下一武道会に出場。予選で餃子をあっさりと倒し、一回戦でかつての弟分である天津飯と戦う。天津飯たちにとっては鶴仙流の先輩で彼の手の内を知っていることや、少年期の悟空をかつて完膚無きまでに倒したという実力から、「天津飯は試合がやりづらいのでは」とクリリンやヤムチャは懸念したが、その予想を覆す結果となり、修行を積んだ天津飯の敵ではなく、逆に桃白白が完膚無きまでに叩きのめされた。追い詰められた挙句「自分に闘い方を教えてくれたあなたに無様な負け方をさせたくないから、退場してください」と憐れみまでかけられたことで逆上し、仕込み刀で切りかかったため、試合の判定では武器使用による反則負け。天津飯の胸にある傷痕は、この時切りつけられたことでできたものである。反則負けとなった後も審判の制止も聞かず、天津飯を殺そうとスーパーどどん波を放つが全く通用せず、反撃されて倒され気絶。試合後は鶴仙人に担がれ退場し、原作では以後登場しない。反則負けが決定した際、天津飯から「武道家としての誇りもなくしてしまったのですか」と軽蔑されており、気絶して鶴仙人に引き渡された際は「二度と我々の前に現れないでください」と告げられた。
試合前に会場を訪れていた鶴仙人と対峙した悟空からは「本当にスゲエのは、桃白白なんかじゃねえさ」と言われており、すでに桃白白は眼中に無かった。

### 劇場版『摩訶不思議大冒険』
アニメの劇場版にも登場し、第3作目『ドラゴンボール 摩訶不思議大冒険』ではミーファン帝国の大臣・鶴仙人の弟という設定で登場している。また、ミーファン帝国の依頼を受け、ドラゴンレーダーを製作したピラフ一味を始末している（ただし直接殺害するシーンはなく、彼らの悲鳴が響くだけである）。
この作品でもボラを殺害した後に悟空と対戦し、どどん波でカリン塔まで吹っ飛ばした。この時の悟空はボラを殺された怒りから冷静さを失い、攻撃も怒りに任せて精神面で実力を発揮できなかったためにあっさり負けたとカリンが説明しており、原作やアニメのように超聖水をカリンから奪う修行もなく、その説明を受けただけの悟空と再度対戦した際には、逆にあっさり倒されている。悟空からドラゴンボール（四星球）を奪ってジェットバイクで逃走を図るも失敗する。また、カリン塔まで飛ばされた悟空を追う際に会った則巻アラレとガジラに手を焼く場面がある。

### 『ドラゴンボールZ』
『Z』第170話では、殺しのプロフェッショナルとしてギャングのバーボンの用心棒をしており「桃白白先生」と呼ばれていたが、誰も殺す者がいなかったため退屈していた（本人いわく、殺害したい者がいたら一人5000万ゼニーで引き受けるとのこと）。バーボンに反抗したラオ・チュウを圧倒するが、孫悟飯の出現により悟飯が悟空の息子だと聞き、悟空に敗北したこと（彼の反応からして、トラウマになっている様子）を鮮明に思い出してしまい「（バーボンの）用心棒はやめた」と言い出し、折った木を放り投げて飛び乗りそのまま逃亡した。このときラオにトドメを刺そうとスーパーどどん波を放っているが、ラオをかばった悟飯にはまったく通用しなかった。
『Z』第174話ではギャングのウォッカの用心棒をしており、ドラゴンボールを集めていた（そのうちの2つは偶然見つけた）が超サイヤ人となった悟空と遭遇。この時彼は金髪の男が悟空だと知ると「しまった…」と呟いていた。腕の刀を出して倒す隙を窺っていったが、結果的に「体調が悪い」と誤魔化し悟空を倒すことはできなかった。その後、ドラゴンボールの交換条件として知恵の輪を悟空に渡して時間を稼いでドラゴンボールを奪って逃亡するが、水浴びをしている所を一晩かかって知恵の輪を解いた悟空に瞬間移動で追いつかれ、結局は持って行かれてしまい、ウォッカとともに呆然と悟空を見つめることしかできなかった。

## 桃白白の技
原作で名前が付いている技はどどん波とスーパーどどん波のみ。
どどん波
桃白白が得意とする鶴仙流の技。指先に気を集中し、ビームのように放つ。作中で初めてどどん波を使用したキャラクターであり、後に第22回天下一武道会で餃子がクリリンに対し、これを使用しているのを見た悟空が桃白白の名を出したことから、弟子と共に会場に来ていた鶴仙人の弟であることが判明した。
舌突き
鍛え抜かれた舌で相手のこめかみを貫く。ブルー将軍を殺した技。
指突き
鍛え抜かれた指先で相手の額を突き刺す。新調した服の代金代わりとして仕立て屋に使用した技。
連振青竜刀（れんしんせいりゅうとう）
ホイポイカプセルから出した青竜刀で斬りつける。悟空との再戦時に使用したが、悟空の如意棒により折られた。
満漢全席（まんかんぜんせき） / 鶴仙流暗殺拳
拳と蹴りの連続攻撃の後に相手を蹴り上げ、上空で両腕を振り下ろして地面に叩き付け、とどめに膝蹴りをくらわせる。悟空との再戦時に使用したが、カリン塔で修行を積んだ悟空には大したダメージを与えられなかった。
仕込み刀
サイボーグ化した後に使用。左手首を取り外すと出現する刀。第23回天下一武道会で天津飯に使用し、天津飯の胸に傷をつけた。テレビアニメ版では更に天津飯を突き刺そうとしたが、片手で受け止められた挙句折られた。
スーパーどどん波
サイボーグ化した後に使用。右手首を取り外すと出現する砲口から発射される、どどん波のパワーアップ版。第23回天下一武道会で天津飯に使用。
桃白白曰く、自動追尾機能付きでロックオンした相手をどこまでも追いかけるとのことだが、天津飯は避けることもなく気合いだけでかき消した。

## ゲームでの登場
ファミリーコンピュータ用ソフト『ファミコンジャンプ 英雄列伝』
悟空の如意棒を盗んだ張本人として登場し、主人公と戦う。行動パターンはどどん波を出してはテレポートをする。
ファミリーコンピュータ用ソフト『ドラゴンボール3 悟空伝』
レッドリボン軍総本部で最初に登場する。聖地カリンには現れず、ボラを殺すこともない。カリン塔で修行をしないで戦いを挑むこともできるが、その場合は必ず負けてしまうようになっている。終盤の天下一武道会では1回戦の相手として悟空と再戦することになる。
プレイディア用ソフト『ドラゴンボールZ 真サイヤ人絶滅計画 -地球編-』
悟飯がデストロンガスの探索をする時に「石油やぐら」に行くと登場する。桃白白は「おまえみたいに強いやつが大勢出て来たから殺し屋を辞めて一攫千金を目指すことにした」「なんで石油が出ないんだー」と語っている。セリフは『Z』時代の桃白白を担当した岸野幸正が担当している。
PCエンジン SUPER CD-ROM2用ソフト『ドラゴンボールZ 偉大なる孫悟空伝説』
本作は原作の主要エピソードを抜粋したエピソードで構成されており、第1章「レッドリボン軍との戦い」編の敵キャラクターとして登場。原作どおりカリン塔でプレイヤーキャラクターである悟空と対戦することになる。悟空が敗北した場合は新規作画によるアニメーションデモで、桃白白にどどん波で殺されてしまうというオリジナルのバッドエンドがある。また、第2章「第22回天下一武道会」のデモで天津飯に倒されるサイボーグ桃白白のシーンもある。セリフは岸野幸正が担当している。
ゲームボーイ用ソフト『ドラゴンボールZ 悟空飛翔伝』
ストーリー第一部の第23回天下一武道会に原作と同じく出場しているが、その際プレイヤーが引いたクジによっては対戦相手となることもあり、悟空とはカリン塔以来の再戦という原作にはないIF展開になる場合もある。
PlayStation 2用ソフト「ドラゴンボールZ Sparking!シリーズ」
第1作目の『ドラゴンボールZ Sparking!』のIFストーリー「真・天下一武道会」に出場し、天津飯と餃子、孫悟空（少年期）と闘う。孫悟空との対決では先ほどの復讐として戦うことになる。勝利した後は大喜びするが、空腹で力が発揮できなかったという理由で悟空にリベンジを申し込まれたことに驚き、逃げ出そうとした。逆に敗北した場合は、降参すると油断させて爆弾で騙まし討ちを謀ろうとしたが、悟空に感づかれてしまった。亀仙人いわく「鶴仙人の差し金」。
第2作目の『ドラゴンボールZ Sparking!NEO』（Wii版）と第3作目の『ドラゴンボールZ Sparking!METEOR』では、サイボーグ桃白白も登場。天津飯との戦闘の再現の他、『Z』同様、孫悟飯や孫悟空と戦うことができる。悟飯と戦わせて勝利した後、「だけど、このガキ（孫悟飯）どこかで見たような…」と『Z』170話に登場した時と同じ発言をしている。悟空からは「悪い奴だったけど懐かしい」と言われている。また、2人が超サイヤ人の状態ではない場合でも『Z』170話と174話でのセリフを言う。声優は大塚周夫が担当している。
ニンテンドーDS用ソフト『ドラゴンボール改 サイヤ人来襲』
桃白白本人と戦うことはないが、鶴仙人が桃白白の戦闘データを分析して開発したスーパーロボット「TPP-EX（ティーピーピー イーエックス）」がボスキャラクターとして登場する。
PC用ソフト『ドラゴンボールオンライン』
原作に登場したサイボーグ桃白白が再改造された「桃白白X（タオパイパイ エックス）」がボスキャラクターとして登場する。サイボーグ桃白白は腕、脚は衣服で見えなかったが桃白白Xは機械化部分が見えており、頭もサイボーグ桃白白より機械化部分が多くなっている。レッドリボン軍再建が目的。
アーケードゲーム『ドラゴンボールヒーローズ』
サイボーグ版と改造前の姿がカードとして登場。チャージインパクトのスピードをコントロールするバトルカプセルのアビリティを持っていることがある。
PlayStation 4 / Xbox One用ソフト『ドラゴンボールZ カカロット』
サイヤ人編において鶴仙人と一緒に用心棒の押し売りをしており、チチに10万ゼニーで怪物（栽培マン）から守ってやると言い、金だけふんだくろうとする。栽培マンは悟飯に退治されるが、それを聞いた桃白白は「あれを倒すのはわたしでもできるかどうか…」と驚いていた。後の人造人間編では悟飯の力を見込んで鶴仙人と共に強引に悟飯を鶴仙流に引き込もうとし、自らを基に開発されたスーパーマシンを使って悟飯を襲わせるが返り討ちにされ、爆発に巻き込まれる。
第23回天下一武道会当時を描くDLC「波乱の天下一武道会」ではゲーム中で初めて桃白白とバトルをする機会がある。天津飯を操作して天下一武道会で戦う他、過去に天津飯と手合わせした時の回想も描かれる。第23回天下一武道会終了後は、鶴仙人と共に天下一武道会会場の再建費用と参加者名簿を奪い、鶴仙流再興を目論んでいたが、悟空に阻止されて再び逃走した。
NPCとしては常に鶴仙人と共にランダムで現れる。後述する通り鳥山は「悪人なので生き返れず死んだままかもしれない」と語っていたが、このゲームでは魔人ブウ編が終了したエンディング後も普通に登場する。
また、DLCとして「桃白白の柱」が配信されており、同じく柱を投げて搭乗可能。飛距離測定機能も付いている。
iOS / Androidスマートフォン用アプリ『ドラゴンボールZ ドッカンバトル』
ゲーム内イベントの天下一武道会の報酬キャラクターとして登場。レアリティは本ゲーム最高レア度のLR。

## 備考
- アニメ版での初代担当声優は大塚周夫だが、『ドラゴンボールZ』にて登場した第170話と第174話のみ、岸野幸正が担当した。岸野はその時期に発売されたゲーム『ドラゴンボールZ 偉大なる孫悟空伝説』などでも声を担当している。その後のゲームでは再び大塚に戻ったが、大塚の死去後に発売されたゲーム『ドラゴンボールZ カカロット』では、岸野が起用され、以降の作品で担当している。
- 鳥山は「まったく逆のイメージの名前にしようと、かわいい中国名を付けた」と語っている[14]。
- 鳥山は「鶴仙人と桃白白はどうなったか?」という問いかけに対しては、「何かの巻き添えを受けて死亡したが、悪人なので生き返れず死んだままかもしれない」と語っている[15]。
- 鳥山は尾田栄一郎と行った対談で桃白白の話題を振られたとき、すぐに思い出せなかった[16]。後に鳥山は「新しいことを考えるために終わったらわざと忘れるようにしてるんですよ。尾田栄一郎君と話してる時に『桃白白って何だっけ？』って言っちゃって、今でも言われるぐらいで（笑）」と語っている[17]。
- 「自ら投げた柱に飛び乗る」という飛行方法を使用しており、鶴仙人の弟でありながら、舞空術を使用していない。アニメで悟空との再戦の途中で桃白白がカリン塔を登る際も塔を走っているのに対し、餃子は疲れた際に舞空術を使用して塔を登っている。
- 悟空のかめはめ波でボロボロになった服のデザイン画を自ら描き、それを仕立て屋に渡して同じ服を注文したことがある。アニメでは、その服が仕上がるまでに滞在していた町の壁に「殺し屋さん20周年記念キャンペーン」の広告を貼り出していた。
- 原作での一人称は「わたし」だが、時折「わし」とも言う。サイボーグ化してからは主に「オレさま」、「オレ」になっており、まれに「わたし」も使う。
- 若い頃のミスター・サタンが格闘技道場の師範と共に、遠征先の南の都の酒場でうっかり桃白白の髪型をからかったことで、師範は殺されサタンも重傷を負い、それ以後サタンは正体のわからない相手や強そうな相手とは絶対に闘わないと固く誓ったという逸話がある[18]。
- テレビアニメでは水を張ったバスタブに手を突っ込み、気合を入れて瞬時にお湯を沸かし、ゆで卵ができるほど沸騰した風呂に平気で入浴しているシーンが追加された。また、自分を殺そうと背後から銃で狙われるも、振り返らずにそのまま履いている靴を後ろに飛ばして銃弾を弾き、それを正確に狙撃手と狙撃を依頼した男に当てるなど、原作以上に常人離れした描写が追加されている。
- 天津飯は当初、彼のような殺し屋になることを目指していた。アニメでは彼の回想シーンでも登場しており、幼少時の彼と餃子が鶴仙人のもとで行っていた修行に立ち会っていたこともある。
- アニメではカリン塔を登った際、桃白白に余計な力を付けさせないよう図ったカリンから黒い筋斗雲を与えられるも、降りる最中カリンによって筋斗雲を消され地面に激突する描写がある。